# Порт-Менсфілд (Техас)
Порт-Менсфілд (англ. Port Mansfield) — переписна місцевість (CDP) в США, в окрузі Вілласі штату Техас. Населення — 319 осіб (2020).

## Географія
Порт-Менсфілд розташований за координатами 26°34′10″ пн. ш. 97°26′32″ зх. д. / 26.56944° пн. ш. 97.44222° зх. д. (26.569308, -97.442331).  За даними Бюро перепису населення США в 2010 році переписна місцевість мала площу 16,49 км², з яких 12,79 км² — суходіл та 3,71 км² — водойми.

## Демографія
Згідно з переписом 2010 року, у переписній місцевості мешкало 226 осіб у 109 домогосподарствах у складі 72 родин. Густота населення становила 14 осіб/км².  Було 437 помешкань (26/км²).
Расовий склад населення:
| - 92,9 % — білих - 0,4 % — азіатів - 4,4 % — осіб інших рас |

До двох чи більше рас належало 2,2 %. Частка іспаномовних становила 22,6 % від усіх жителів.
За віковим діапазоном населення розподілялося таким чином: 12,8 % — особи молодші 18 років, 50,0 % — особи у віці 18—64 років, 37,2 % — особи у віці 65 років та старші. Медіана віку мешканця становила 59,6 року. На 100 осіб жіночої статі у переписній місцевості припадало 126,0 чоловіків;  на 100 жінок у віці від 18 років та старших — 121,3 чоловіків також старших 18 років.
Середній дохід на одне домашнє господарство  становив 41 044 долари США (медіана — 12 321), а середній дохід на одну сім'ю — 69 668 доларів (медіана — 16 429). 
Цивільне працевлаштоване населення становило 3 особи. Основні галузі зайнятості: публічна адміністрація — 100,0 %.